# Johann Ludwig Wilhelm Beck
Johann Ludwig Wilhelm Beck (* 27. Oktober 1786 in Leipzig; † 14. Februar 1869 ebenda) war ein deutscher Jurist.

## Leben
Johann Ludwig Wilhelm Beck wurde in Leipzig am 27. Oktober 1786 als erster Sohn des Philologen Christian Daniel Beck geboren. An der Universität Leipzig studierte er Jura und erlangte dort 1805 sowohl den philosophischen Doktor-Grad als auch den Magister-Grad. 1809 wurde er Privatdozent, im gleichen Jahr promovierte er auch zum Doktor der Rechte.
An die Universität Königsberg berief man Beck im Februar 1812 als ordentlicher Professor der Rechtswissenschaften. Schon im Dezember desselben Jahres sah er sich wegen Kriegsunruhen gezwungen, in seine Heimat Leipzig zurückzukehren. Februar 1813 wurde er Regierungsrat. September 1814 gab er auch diese Stelle auf, um in Leipzig Volljurist und Schöffe zu werden.
1835, als das Schöffengericht aufgelöst wurde, wurde er erster Rat des Appellationsgericht, zwei Jahre später dessen Präsident, was er bis zum September 1863 blieb. Neben all dem war er an der Leipziger Universität Dozent der Rechte, ab 1819 außerordentlicher Professor ebendieser. Diese Professor-Stelle bekleidete er bis zu seinem Tod am 14. Februar 1869.

## Werke
- Corpus iuris civilis. Recognovit et brevi annotatione instructum. 2 Bände (in 7). Cnobloch, Leipzig 1829.
- Anleitung zum Referiren und Decretiren. Cnobloch, Leipzig 1839, online.
- Bemerkungen über Criminalgerichtsstand im Königreiche Sachsen. Tauchnitz, Leipzig 1842, Digitalisat.